# Віброочистка
Віброочистка — метод очистки металічних та інш. поверхонь від прилиплої маси (ґрунт, глина тощо).

## Приклади
Віброочистка рудникових вагонеток, (рос. виброочистка рудничных вагонеток, англ. car shaking, нім. Vibrationsreinigung von Förderwagen m) — метод очистки рудникових вагонеток від прилиплої гірничої маси з використанням вібрації.